# 詹宁斯 (路易斯安那州)
詹宁斯（英語：Jennings），是美国路易斯安那州下属的一座城市。根据2010年美国人口普查，该市有人口10,383人。建置上，属于“city”。

## 友好城市
- 法國 贝尔奈